# Norwegian Viva
Die Norwegian Viva (stilisiert NORWEGIAN V!VA) ist ein Kreuzfahrtschiff der Reederei Norwegian Cruise Line. Es ist nach der Norwegian Prima das zweite Schiff der Leonardo- und der Prima-Klasse des Unternehmens.

## Geschichte
Die Norwegian Viva wurde am 16. Februar 2017 als eines von zunächst vier Einheiten der Leonardo-Klasse bei der Fincantieri-Werft in Marghera bestellt.
Das Schiff wurde am 28. November 2023 in Miami durch Luis Fonsi getauft.